# Белинська сільська рада
Бели́нська сільська рада (рос. Белынский сельский совет) — сільське поселення у складі Пачелмського району Пензенської області Росії.
Адміністративний центр — село Белинь.

## Історія
2006 року було ліквідовано селище Зміїногорський.

## Населення
Населення — 450 осіб (2019; 609 в 2010, 899 у 2002).

## Склад
До складу сільської ради входять:
| Населений пункт        | Населення, осіб (2002) | Населення, осіб (2010) |
| ---------------------- | ---------------------- | ---------------------- |
| Белинь, село           | 412                    | 305                    |
| Веденяпіно, село       | 142                    | 99                     |
| Веденяпіно, селище     | 11                     | 7                      |
| Виглядовка, селище     | 34                     | 19                     |
| Ворона, село           | 210                    | 194                    |
| В'язовий, селище       | 8                      | 4                      |
| Зміїногорський, селище | 0                      | -                      |
| Пустинь, село          | 82                     | 51                     |